# Styloniscus iheringi
Styloniscus iheringi is een pissebed uit de familie Styloniscidae. De wetenschappelijke naam van de soort is voor het eerst geldig gepubliceerd in 1951 door Karl Wilhelm Verhoeff.